# Daire Lynch
Pour les articles homonymes, voir Lynch.
Daire Lynch, né le 19 juin 1998 à Clonmel dans le Comté de Tipperary, est un rameur irlandais, médaillé de bronze aux Jeux olympiques de 2024 dans la spécialité du Deux de couple.

## Biographie
Originaire de Clonmel dans le Comté de Tipperary, il part étudier à l'Université Yale dans le Connecticut entre 2017 et 2022 où il étudie l'économie. 
Daire Lynch devient champion d'Irlande en skull en 2021.
Son premier résultat international marquant est une victoire en 2020 aux championnats d'Europe des moins de 23 ans en deux de couple avec Philip Doyle. 
En septembre 2023, il remporte une médaille de bronze dans la finale du deux de couple aux Championnats du monde à Belgrade. Il termine une nouvelle fois troisième aux côtés de Phillip Doyle lors de la Coupe du monde d'aviron à Lago di Varese en Italie en avril 2024. deux mois plus tard il remporte la première place lors des régates de Poznań.
C'est bien sûr avec Doyle qu'il est qualifié pour les Jeux olympiques de 2024 dans la spécialité du Deux de couple.  Après avoir remporté leur série qualificative puis leur demi-finale, Lynch et Doyle se hissent sur la troisième marche du podium en finale devancés par la paire roumaine et celle des Pays-Bas alors qu'il font leur moins bon temps des JO.